# Ernâni Sátiro
Ernani Aires Satyro e Sousa (Patos, 11 de setembro de 1911 — Brasília, 8 de maio de 1986) foi um fazendeiro, poeta, cronista, romancista, ensaísta e político brasileiro, governador da Paraíba, prefeito de João Pessoa, ainda exerceu oito mandatos de deputado federal pela Paraíba. 
Pertenceu à Academia Paraibana de Letras, à Academia Brasiliense de Letras e à Academia Campinense de Letras.

## Histórico
Filho de Miguel Satyro e Sousa e Capitulina Ayres Satyro e Sousa. Formou-se em 1933 pela Faculdade de Direito da Universidade Federal de Pernambuco. Em 1934 elege-se deputado estadual pelo Partido Republicano Libertador (PRL) e exemplo do que fizera antes o pai. Durante a vigência do Estado Novo getulista, dedicou-se à advocacia, fase interrompida apenas em 1940 quando foi nomeado prefeito de João Pessoa, cargo que exerceu por apenas dezoito dias.
Prócer da UDN foi eleito deputado federal para a Assembleia Nacional Constituinte em 1945 sendo reeleito em 1950, 1954, 1958 e 1962. Partidário do Golpe Militar de 1964 é eleito presidente da UDN, o último antes da instituição do bipartidarismo pelo Ato Institucional Número Dois em 27 de outubro de 1965. Ernani Satyro ingressou na ARENA e foi reeleito em 1966. Líder do governo Costa e Silva na Câmara dos Deputados entre 1967 e 1968, renunciou ao mandato em 9 de maio de 1969 após ser escolhido ministro do Superior Tribunal Militar.
Em 1970, é escolhido governador da Paraíba pelo presidente Emílio Garrastazu Médici, fato que o levou a abdicar da toga ministerial, governando entre 15 de março de 1971 e 15 de março de 1975.
De volta à política, Ernani Satyro foi reeleito deputado federal em 1978 e 1982, quando já estava no PDS. Em seu último mandato, ausentou-se da votação da emenda Dante de Oliveira, em 1984, e votou em Paulo Maluf na eleição presidencial de 1985. 
Ficou conhecido por tratar pessoas próximas pela expressão "amigo velho", motivo ao qual o Estádio Governador Ernani Sátyro, em Campina Grande, passou a ser conhecido como O Amigão. Este e o Estádio José Américo de Almeida Filho (Almeidão), obras idênticas, foram feitos em sua gestão e inaugurados, respectivamente, em 8 e 9 de março de 1975. Quanto a este último, em João Pessoa, inicialmente chamava-se Estádio Ministro Ernany Sátyro (Satirão), o que alterou-se ainda em 1975, por decreto do seu aliado e sucessor, Ivan Bichara.
Faleceu por razão de derrame cerebral.

## Obras
- O Quadro-Negro (romance), 1954
- Mariana (romance), 1957
- O Canto do Retardatário (poesias), 1985[5]

## Academia Paraibana de Letras
É fundador da cadeira de número 32 da Academia Paraibana de Letras, que tem como patrono Carlos Dias Fernandes, sendo empossado em 3 de agosto de 1963, com saudação do acadêmico Ivan Bichara. Foi sucedido por Wills Leal.

## Biografia
- FERNANDES, Flávio Sátiro. Ernani Sátyro, Amigo Velho – Uma Biografia vol. I. ed. A União, 2018.